# Kurt Stockman
Kurt Stockman (Ronse, 1970) is een Belgisch kunstenaar en fotograaf. Hij is actief sinds de jaren 2000 en werkt voornamelijk rond het thema landschap, waarbij hij fotografie combineert met een conceptuele benadering van ecologische en maatschappelijke thema’s.

## Biografie
Stockman studeerde cultuurwetenschappen aan de Universiteit Gent. In de vroege jaren 2000 begon hij kunsthappenings te organiseren in Gent met het collectief Starbot, dat bekend stond om gratis multimediafuiven op ongewone locaties. Hij was ook actief als muzikant en performer, onder meer in de geluidskunstgroepen Starbot Ensemble en Kapotski.
Sinds 2017 legt hij zich voornamelijk toe op fotografie. Zijn werk onderzoekt de relatie tussen mens en landschap in het antropoceen en bevat visuele verwijzingen naar de romantische landschapsschilderkunst uit de 19e eeuw, zoals het werk van Caspar David Friedrich. Hij beschouwt de mens niet als toeschouwer maar als onvermijdelijk onderdeel van het landschap.

## Tentoonstellingen (selectie)
- Brugge Foto 2021, Musea Brugge – Gezellehuis
- Art Ghent (2021), groepstentoonstelling met Ben Benaouisse, S.M.A.K., Gent
- On the Nature of Landscapes (2024), Le Pavillon M, Grignan, Frankrijk
- Drive & other Landscapes (2025), solotentoonstelling in BLANCO, Gent